# Contea di Jasper (Indiana)
La contea di Jasper (in inglese Jasper County) è una contea dello Stato dell'Indiana, negli Stati Uniti. La popolazione al censimento del 2000 era di 30 043 abitanti. Il capoluogo di contea è Rensselaer.